# Афініада Філосторгія ІІ
Афінаїда Філосторгія II (також відома як Афіна Понтійська; грец. 'η Άθηναἷς Φιλόστοργος Β, що означає Улюблена Афіною) — понтійська принцеса і дружина царя Каппадокії Аріобарзана II.

## Життєпис
Була дочкою царя Понта Мітрідата VI від його другої дружини Моніми. Вона мала тісні родинні зв'язки з правлячою династією Каппадокії: Аріарат VI, Аріарат VII та Аріарат VIII були її двоюрідними братами, а Аріарат IX - рідним братом.
Афінаїда стала дружиною Аріобарзана II, що царював у Каппадокії в 63/62 - 51 до н. е. Коли він упав від рук найманого вбивці, царем став його старший син Аріобарзан III. Афінаїда хотіла звести на престол свого другого сина, але намісник Римської Кілікії Ціцерон попередив царя, і цей задум не вдався.

## Родина
У шлюбі Афінаїда народила двох синів: Аріобарзана III та Аріарата X, які стали останніми правителями Каппадокії.